# Akai S3000XL
L'Akai S3000XL è un campionatore digitale stereo professionale a 16 bit prodotto dalla Akai dal 1989. Lo strumento dispone di 32 voci polifoniche e 2 MB di RAM integrata. Quando è stato messo in commercio, l'Akai S3000XL costituiva il top della linea.
Per l'aggiunta di suoni elettronici al campionatore, l'S3000XL utilizza un floppy disk drive da 3,5" e una porta SCSI per connettere dispositivi esterni quali per esempio un lettore zip drive, un lettore CD o un hard disk per l'archiviazione e l'utilizzo di più campioni. La RAM integrata è espandibile sino 32 MB con due SIMM da 16 MB. Dispositivi Zip Iomega e hard disk erano comunemente utilizzati negli studi di registrazione o nelle esibizioni dal vivo per l'archiviazione, la gestione e il backup di un grande numero di campioni. L'S3000XL è in grando di gestire e inviare in tempo reale file MIDI a un dispositivo esterno, come per esempio una tastiera digitale (togliendo, per esempio, carico di lavoro al computer). Una caratteristica spesso utilizzata anche durante le esibizioni dal vivo è la possibilità per il dispositivo di assumere il ruolo di computer tramite il quale attivare e gestire dispositivi esterni. Altri aggiornamenti sono disponibili per mezzo di card EB-16 e IB-304f.
L'S3000XL ha 8 uscite, e due connettori jack da 1/4, che permettono al dispositivo di operare come un hard disk recorder. L'interfaccia consiste in 32 pulsanti, otto dei quali sono tasti funzione, tre manopole, e quattro tasti direzionali per la gestione dell'ampio schermo LCD da 240 × 64 pixel, posizionato nella posizione superiore centrale del campionatore.
L'Akai S3000XL è considerato uno dei più versatili e funzionali campionatori musicali prodotti, sia per le funzionalità avanzate e facilmente gestibili, sia per l'ampio schermo, sia per la celerità di gestione in tempo reale. Ne esiste una versione economica, denominata Akai S2000, con funzionalità simili ma con un display più piccolo,anch'esso con connettore SCSI, opzional scheda effetti e 8 uscite separate.
Sebbene Akai abbia terminato la produzione del dispositivo, è tuttora presente in numerosi studi di registrazione professionali nel mondo. Il prezzo di listino al momento della messa in commercio era attorno ai 2500 €, la valutazione dell'usato al 2015 si attesta attorno ai 400 euro, con variazioni a seconda dello stato di conservazione e degli optional.

## Opzioni
- Scheda effetti Akai EB16 'SampleVerb' 4 × 50
- Flash ROM Akai FMX008 8 MB
- Scheda filtro Akai IB304f 'ProFilter'
- Editor Akai MESA
- Akai OS v2.0
- Hard Disk SCSI Akai SHD524 524 MB 2,5"